# Cessy
Cessy település Franciaországban, Ain megyében. Lakosainak száma 5570 fő (2022. január 1.). Cessy Échenevex, Gex, Grilly, Sauverny, Ségny és Versonnex községekkel határos.

## Népesség
A település népességének változása:
| Lakosok száma | 509  | 1068 | 1763 | 3233 | 4524 | 4817 | 4856 | 4808 | 5045 | 5570 |
|               | 1968 | 1982 | 1990 | 2006 | 2013 | 2015 | 2017 | 2019 | 2020 | 2022 |